# Heterococcidoxenus schlechtendali
Heterococcidoxenus schlechtendali är en stekelart som först beskrevs av Mayr 1876.  Heterococcidoxenus schlechtendali ingår i släktet Heterococcidoxenus och familjen sköldlussteklar. Inga underarter finns listade i Catalogue of Life.